# Kluski
Kluski (số ít: klusek hoặc kluska; từ tiếng Đức klöße) là một tên tiếng Ba Lan chung cho tất cả các loại bánh bao mềm, nhão, thường không có nhân. Đôi khi từ này cũng đề cập đến mì và mì ống, đặc biệt là khi chúng được phục vụ trong súp.
Có nhiều loại kluski khác nhau, khác nhau về thành phần cơ bản và phương pháp chuẩn bị. Kluski khác biệt với pierogi và các món mì ống độc lập.

## Các loại
- Kopytka ("móng guốc nhỏ") được chế biến từ khoai tây nghiền, bột mì và trứng. Chúng tương tự như gnocchi của Ý, khác nhau chủ yếu về hình dạng, vì chúng được cho là giống với móng guốc của động vật.
- Kluski leniwe ("bánh bao lười biếng") đôi khi được gọi là pierogi leniwe mặc dù là một loại kluski chứ không phải là pierogi. Chúng được làm từ phô mai tươi (twaróg), bột mì và trứng, và thường được làm ngọt bằng đường. Tên gọi liên tưởng đến quá trình chuẩn bị dễ dàng và nhanh chóng từ ban đầu, lý tưởng cho một đầu bếp "lười biếng". Hình dạng truyền thống là phẳng, cắt chéo thành kim cương, với một góc bóp nhẹ trên đầu. Đây là một trong số ít các loại ngọt, đặc biệt là khi phục vụ cho trẻ em, mặc dù có những công thức nấu ăn ngon.
- Kluski ląskie ("Bánh bao Silesian") là những chiếc bánh bao tròn, dẹt với kích thước từ 3 cm đến 5 cm, được làm từ khoai tây nghiền, bột khoai tây và trứng. Thường được phục vụ với nước sốt, đặc điểm nổi bật của chúng là một lỗ nhỏ hoặc lúm đồng tiền [1] ở giữa. Kluski czarne ("bánh bao đen"), còn được gọi là kluski żelazne ("bánh bao sắt") hoặc kluski szare ("bánh bao xám"), là một loại kluski ląskie phổ biến ở khu vực Thượng Silesia. Ngoài khoai tây nghiền và bột mì, khoai tây nghiền được thêm vào bột, tạo cho nó một màu sắc đặc biệt. Ở những vùng phổ biến, cả bánh bao trắng và đen đều được phục vụ trong cùng một bữa ăn.
- Kluski lane ("mì đổ"), một loại rất mỏng được hình thành bằng cách đổ bột nước làm từ trứng và bột vào nước sôi hoặc trực tiếp vào súp.
- Kluski kładzione ("bánh bao nằm"), một loại làm từ trứng, sữa và bột, được tạo thành hình dạng lưỡi liềm bằng cách cạo bột dày bằng đầu muỗng và sau đó đặt miếng chả vào nước sôi. Nước soda đôi khi được thêm vào bột.
- Pampuchy, còn được gọi là drożdżowe pyzy ("pyzy men"), kluski drożdżowe ("bánh bao nấm men"), kluski na parze ("bánh bao hấp"), hoặc z Lacha khu vực kluchy ("bánh bao từ một miếng giẻ") hoặc trong tiếng Silesia là buchty (đừng nhầm lẫn với một loại bánh cuộn cùng tên), một loại phổ biến chủ yếu ở Greater Ba Lan, có liên quan xa đến knedliky của Séc (từ Knödel của Đức). Chúng khác với các loại khác trong việc được chuẩn bị từ men, bột men và hấp hơn là luộc. Thường được phục vụ với topping ngọt, chẳng hạn như bơ tan chảy và đường, hoặc nước sốt từ dâu tây hoặc powidła mận.
- Pyzy ziemniaczane ("pyzy khoai tây"), loại kluski duy nhất có nhân, được làm từ khoai tây sống hoặc nghiền, bột và trứng. Chúng thường lớn hơn các loại kluski khác, tròn, với vị ngọt hoặc ngọt. Khi ngọt, chúng cũng được gọi là knedle, trong khi những loại mặn khác nhau theo vùng và có thể tương tự như cepelinai của Litva.
- Kluchy połom bite